# Heliotropium macrostachyum
Heliotropium macrostachyum là loài thực vật có hoa trong họ Mồ hôi. Loài này được (DC.) Hemsl. mô tả khoa học đầu tiên năm 1882.